# Sliding stop
Een sliding stop is een oefening die in het westernrijden voornamelijk bij het onderdeel reining wordt gebruikt.
Hierbij komt het paard in de galop aan en gaat met de achterbenen op de rem, de voorbenen blijven doorlopen tot het paard stil staat. Bij deze oefening is de achterhand van het paard laag.
Sliding Plates zijn hoefijzers die alleen op de achterhoeven gedragen worden. Ze worden gebruikt bij reiningpaarden en helpen bij het maken van de sliding stop. 
Bij het uitvoeren van de manoeuvres in de reining (spins, rollbacks, sliding stops) is het belangrijk dat het paard een goede balans heeft. Het is dus van groot belang dat de hoeven goed bekapt en beslagen zijn. De hoefsmid weet hier uiteraard alles van. De sliding stop is een belangrijk onderdeel van de reiningproef, en een hulp voor het paard om goed te kunnen 'sliden' is de sliding plate. 
Sliding plates zijn gemaakt van getemperd plat ijzer, minimaal 2,5 cm breed. Een breder ijzer zal minder grip op de grond hebben en dus een langere slide mogelijk maken. De voorkant van het ijzer is een klein stukje (kwart inch) naar boven gebogen. Dit voorkomt dat de voorkant in de grond vast komt te zitten tijden het glijden. De achterkant van de ijzers is bijna recht zodat het zand en stof makkelijk onder de hoef vandaan kan 'stromen'. 